# Confédération Interalliée des Sous-Officiers de Réserve
Confédération Interalliée des Sous-Officiers de Réserve (CISOR), og indtil 2013 Association Européenne des Sous-Officiers de Réserve (AESOR), er paraplyorganisationen af Europæiske nationale reserve sergent foreninger i NATO og øvrige ikke NATO lande i Europa. CISOR øjeblikket har 14 deltagende lande under præsidie af Schweiz. Dette er nu NATO tilknyttet, og er en ikke-politisk nonprofit-organisation, som blev oprettet den 1. juni 1963.

## Historie
Allerede før 2. verdenskrig var der talrige kontakter i reserveofficer-foreninger i Belgien, Frankrig og Holland, som blev udviklede efter afslutningen af krigen i 1946. Det førte til den første kongres og den formelle oprettelse af "Confédération Interalliée des Officiers de Réserve" (CIOR) den 20. november 1948 i Bruxelles. Gradvist fulgte Luxembourg (1952), Danmark (1956), Grækenland (1956), USA (1958), Italien (1960), Tyskland (1961), England (1963), Canada (1964), Norge (1966) og Spanien (1992).
CISOR var på initiativ af Association Européenne des Sous-Officiers de Réserve (FNASOR) under navnet Association Européenne des Sous-Officiers de Réserve (AESOR) den 1. juni 1963 baseret på flådebasen i Toulon. Ratificeringen af charteret blev foretaget af den daværende repræsentant for underofficererne fra Belgien, Luxembourg, Tyskland, Schweiz og Frankrig.
Den Tyske næstformand for AESOR var i 1990'erne, Sergent Major af reserven Klaus Günnewig. Som led i en højtidelig ceremoni fik "boat captain" af reserven Michael Warfolomeow efter to succesfulde år ved roret i AESOR den 24. marts 2004 i Sigmaringen overdraget formandskabet til sin efterfølger, den schweiziske Alfons Caldario.
Warfolomeow forblev tysk vicepræsident og chef for den tyske delegation, men overdrag sin position i 2005 til Sergent Major af reserven Frank Ochel, Geslau.
Den 1. december 2013 var det Tyske vice-formandskab CISOR af Frank Ochel overdraget til "boat captain" af reserven Oliver Bindi, Wiesbaden.
De tyske reservister vandt 2011 sammenligning af CIOR i Warszawa. De internationale militære konkurrencer afholdt af AESOR af 6. til 10. juli 2011 i Toledo vandt det tyske reserveofficerer 'Cup. Officererne var på rejse i midten af juni 2013 efter den franske Draguignan og officerer, underofficerer og slutter i juli 2013 i fællesskab af den tjekkiske by Brno for at forsvare titlen. En uddannelse uge 1. til 7. april 2013 i fåreslottet var den første kvalifikation til det.
Foreningen skiftede navn den 22. februar 2013 med enstemmighed mellem medlemslandene. Navnet har siden Confédération Interalliée des Sous-Officiers de Réserve (CISOR).
Dannelsen af en ny organisation fandt sted den 12. til 14. april 2013 på Academy of Bundeswehr for information og kommunikation i Strausberg - en udvælgelse- og forberedelsesseminar på stedet. Linjen var Vice President Frank Ochel. Han sagde: "Vi er på vej mod NATO. Hvad vi bringer til den måde, vi selv definerer."
Fra 18. til 19. oktober 2013 deltog den tyske delegation til kongressen i Toulouse. Arrangementet blev afholdt i Palais Niel. Efteråret seminar for den tyske delegation blev afholdt fra den 29. november til 1. december 2013 i lokaler Theodor Heuss Foundation i Gummersbach. Fokus var på dette møde i Kongressen CIOR 4. til 8. august 2014 i Fulda. 
I en enstemmig afgørelse i Comité Central, Holland var den 22. februar 2014 indgår i Nantes som fuldgyldigt medlem af CISOR.

## Struktur
CISOR er politisk uafhængig. Organisationen repræsenterer interesser reserven siden 1963 Sergent foreninger. Konventioner afholdes med lige år i de kommende år. De nationale delegationer er repræsenteret ved én CISOR næstformand, der også er leder af delegationen, og op til fem medlemmer af kommissionerne. På toppen er i øjeblikket Michel d'Alessandro (Belgien), efterfølger af Tomaž Lavtižar (Slovenien).
I dag er foreningen omfattet af reservebefalingsmænd fra følgende lande: Østrig, Belgien, Finland, Spanien, Italien, Slovenien, Schweiz, Danmark, Polen, Frankrig, Nederlandene og Forbundsrepublikken Tyskland samt Canada som en allieret nation. Portugal og Storbritannien siden 2006 deltager som observatører, hvor USA har deltaget som observatører siden 2016. De alle nationer lovede to år CISOR formandskab arbejder med et kontor og provisioner. De organiserede en kongres i et år, og det følgende år en multi-dages sportskonkurrence.

## Opgaver
Siden starten af CISOR har organisationen gjort betydelige fremskridt til at styrke alliancen og for den videre udvikling af sikkerhedspolitik i deres hjemlande. CISOR fremmer og organiserer selv-uddannelsesprogrammer, internationale seminarer og møder for reserve befalingsmænd.
De nuværende vedtægter giver, sammen med civile og militære myndigheder, internationale og nationale, det at CISOR bidrager til fremmelsen af et internationalt forsvars system til at sikre frihed i verden.
a) at deltage i skabelsen af en fælles international reservister statut.
b) militære kapaciteter for alle medlemmer, både teoretisk og praktisk at forbedre, for at udvikle en konstant forsvar og sikkerhed sind.
Sammen med sine partnere, kammerater og venner fra europæiske nabolande gennem årene med de reservekrav officerer CISOR fra CISOR konkurrencen. Dette har en særlig høj grad af sportslig interesse, og er højt respekteret i de væbnede styrker. Atleter under de reservekrav underofficerer i alle medlemsstater i nationale og internationale hold kæmper om sejren i de militære sportslig konkurrence konkurrencer (militær femkamp), er en meget vigtig faktor.

## Medlemslande
1.  Belgien
2.  Danmark
3.  England
4.  Estland
5.  Finland
6.  Frankrig
7.  Holland
8.  Italien
9.  Polen
10.  Østrig
11.  Schweiz
12.  Slovenien
13.  Spanien
14.  Tyskland

| Nr. | Navn                                     | Land      | Tiltrådt | Fratrådt |
| --- | ---------------------------------------- | --------- | -------- | -------- |
| 1   | Sergeant Abbé Henri Pistre (1900–1981)   | Frankrig  | 1963     | 1965     |
| 2   | Adjudant Henri Leclercq                  | Belgien   | 1966     | 1968     |
| 3   | Oberbootsmann d.R. Siegfried Hermann     | Tyskland  | 1968     | 1969     |
| 4   | AD Uof Emile Fillettez                   | Schweiz   | 1970     | 1971     |
| 5   | Général Marcel Buffin                    | Frankrig  | 1972     | 1973     |
| 6   | Vizeleutnant Johann Hechenberger         | Østrig    | 1974     | 1975     |
| 7   | Adjudant Pierre van Hove                 | Belgien   | 1976     | 1977     |
| 8   | Oberfeldwebel Werner Frank               | Tyskland  | 1978     | 1979     |
| 9   | Adj Uof Viktor Bulgheroni                | Schweiz   | 1980     | 1981     |
| 10  | Vizeleutnant Hermann Loidold (1929–1983) | Østrig    | 1982     | 1982     |
| 11  | Vizeleutnant Herbert Simmer              | Østrig    | 1983     | 1983     |
| 12  | Sergeant-chef Charles de Giafferi        | Frankrig  | 1984     | 1985     |
| 13  | Adjudant Edward Majois                   | Belgien   | 1986     | 1987     |
| 14  | Hauptfeldwebel Klaus Günnewig            | Tyskland  | 1988     | 1989     |
| 15  | Adj Uof Robert Nussbaumer                | Schweiz   | 1990     | 1991     |
| 16  | Maresc Gerardo Di Lorenzo                | Italien   | 1992     | 1993     |
| 17  | Vizeleutnant Josef Grünstäudl            | Østrig    | 1994     | 1995     |
| 18  | Adjudant Dimitri Pezirianoglou           | Frankrig  | 1996     | 1997     |
| 19  | Adjudant Nico C. Frerichs                | Holland   | 1998     | 1999     |
| 20  | Adjudant André Vallée                    | Belgien   | 2000     | 2001     |
| 21  | Hauptbootsmann Michael Warfolomeow       | Tyskland  | 2002     | 2003     |
| 22  | Adj Uof Alfons Cadario (1940–2016)       | Schweiz   | 2004     | 2005     |
| 23  | Vizeleutnant Franz Hitzl                 | Østrig    | 2006     | 2007     |
| 24  | Arturo Malagutti                         | Italien   | 2008     | 2010     |
| 25  | Luis Messeguer                           | Spanien   | 2010     | 2011     |
| 26  | Sgt. Miguel Núñez                        | Spanien   | 2012     | 2012     |
| 27  | Maître Principal Philippe Cogan          | Frankrig  | 2012     | 2014     |
| 28  | Tomaž Lavtižar                           | Slovenien | 2014     | 2016     |
| 29  | Ilpo Pohjola                             | Finland   | 2016     | 2018     |
| 30  | Michel d'Alessandro                      | Belgien   | 2018     | 2020     |
| 31  | Germain Beucler                          | Schweiz   | 2020     | 2022     |